# ملعب غولف

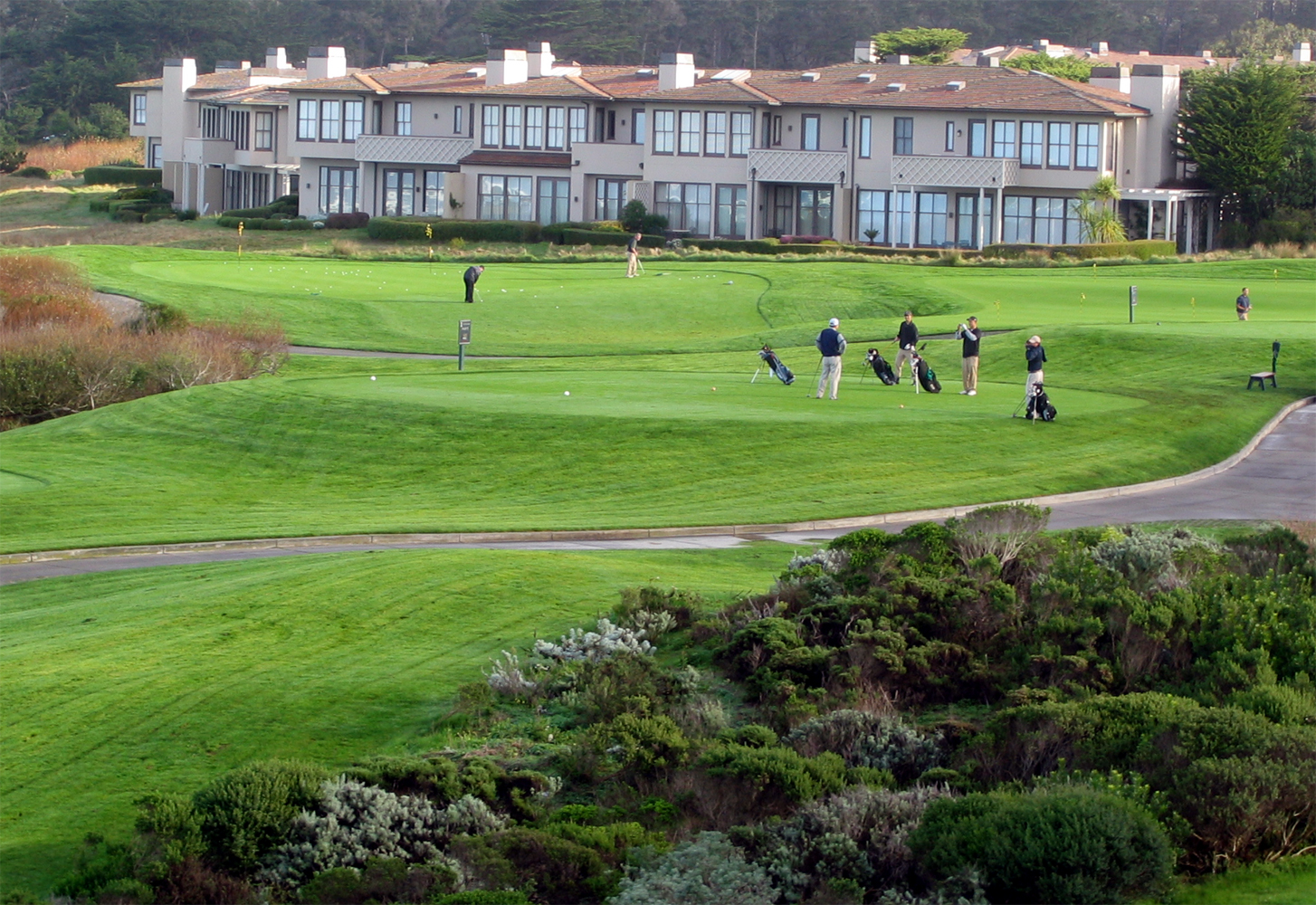
إحدى ملاعب الغولف.

ملعب غولف (بالإنجليزية: Golf course)‏ ويشمل هذا الملعب سلسلة من الأقسام وتوجد به أرض عشبية ورملية وصلبة وتتواجد في أغلب الملاعب مياه أيضاً، يبدأ الملعب بنقطة رمي كرة الغولف بواسطة العصى الخاصة بها، وتنتهي عند الحفرة الخاصة التي يتم إدخال الكرة بها، ويوجد قرب الحفرة علم ليُشير إلى الحفرة عند المنافسين.